# Воре-сюр-л’Оньон
Воре́-сюр-л’Оньо́н (фр. Voray-sur-l'Ognon) — коммуна во Франции, находится в регионе Франш-Конте. Департамент — Верхняя Сона. Входит в состав кантона Рьоз. Округ коммуны — Везуль.
Код INSEE коммуны — 70575.

## География

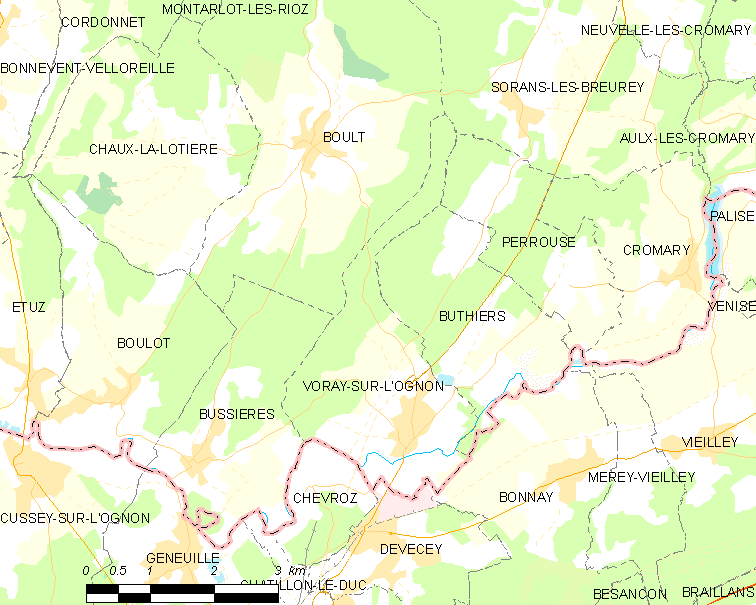
Карта коммуны

Коммуна расположена приблизительно в 320 км к юго-востоку от Парижа, в 11 км севернее Безансона, в 34 км к югу от Везуля.
По территории коммуны протекает река Оньон.

## Население
Население коммуны на 2010 год составляло 811 человек.
| 1962 | 1968 | 1975 | 1982 | 1990 | 1999 | 2010 |
| ---- | ---- | ---- | ---- | ---- | ---- | ---- |
| 303  | 346  | 428  | 468  | 553  | 806  | 811  |

## Экономика
В 2010 году среди 545 человек трудоспособного возраста (15—64 лет) 421 были экономически активными, 124 — неактивными (показатель активности — 77,2 %, в 1999 году было 76,6 %). Из 421 активных жителей работали 397 человек (203 мужчины и 194 женщины), безработных было 24 (12 мужчин и 12 женщин). Среди 124 неактивных 50 человек были учениками или студентами, 49 — пенсионерами, 25 были неактивными по другим причинам.

## Достопримечательности
- Церковь Успения Богоматери (1770 год). Исторический памятник с 1945 года[3]
- Парк замка Бютье. Исторический памятник с 1995 года[4]